# Damon
För andra betydelser, se Damon (olika betydelser).
Damon är ett mansnamn. Det fanns år 2007 85 personer som hade damon som förnamn i Sverige, varav 70 som tilltalsnamn.

## Personer med förnamnet Damon
- Damon Albarn, brittisk sångare.
- Damon Andrews, nyzeeländsk skådespelare
- Damon Edge, amerikansk musiker.
- Damon Galgut, sydafrikansk författare.
- Damon Gough, brittisk singer/songwriter, känd under pseudonymen Badly Drawn Boy.
- Damon Hill, brittisk racerförare.
- Damon Johnson, amerikansk musiker.
- Damon Lindelof, amerikansk filmskapare och manusförfattare.

- Damon Rasti, webbredaktör och tidningskrönikör.
- Damon Runyon, amerikansk tidningsman och skribent.

## Personer med efternamnet Damon
- Babben Enger Damon, norsk längdskidåkare.
- Jerome Damon, sydafrikansk fotbollsdomare.
- Matt Damon, amerikansk skådespelare.